# Leibniz-Institut für Atmosphärenphysik
Pour les articles homonymes, voir IAP.
Le Leibniz-Institut für Atmosphärenphysik, en français : « Institut Leibniz de physique de l'atmosphère » ou IAP, est un établissement de recherche allemand situé à Kühlungsborn, à une vingtaine de kilomètres à l’ouest de Rostock.

## Fonctions
L’IAP est un membre de la Leibniz-Gemeinschaft (communauté scientifique Leibniz).  Ses activités de recherches concernent essentiellement les régions de l’atmosphère comprises entre environ 10  et   100 km d’altitude (stratosphère, mésosphère) et en particulier les phénomènes de couplages dynamiques entre elles.
Pour ses recherches, l’IAP dispose d’un site de mesure dans l’île de Rügen. Il est aussi fortement impliqué au sein de l’observatoire norvégien ALOMAR (no) situé dans les îles Vesterålen, pour l’étude de l’atmosphère dans les régions arctiques.

## Histoire
L’IAP est issu de l’Observatorium für Atmosphärenforschung (Observatoire pour la recherche atmosphérique) fondé en 1951 et qui était un département du Heinrich-Hertz-Instituts für Atmosphärenforschung und Geomagnetismus qui appartenait à l’académie des sciences de la RDA. En 1992, il est rattaché à l’université de Rostock et intégré à la Blaue Liste (liste bleue), l’ancêtre de la Leibniz-Gemeinschaft et il prend son nom actuel en 1999.